# 陈临新
陈临新（1963年3月20日—），中国围棋职业九段棋手，浙江省临海市人。他1982年定为四段，1993年升为九段。1984年和1987年2次获得国手战冠军。1991年3-1战胜聶衛平夺得第13届新体育杯冠军。1995年在第四届真露杯世界围棋最强战上连胜森田道博八段、梁宰豪九段和宫泽吾朗九段后负于刘昌赫六段。2001年4月，在中国围棋乙级联赛的比赛中，陈临新作为浙江新湖队成员涉嫌安排江苏队棋手刘曦让棋给浙江新湖队的棋手朱松力。事后中国围棋协会对陈临新处以禁赛一年的处罚。